# BS Westhoek

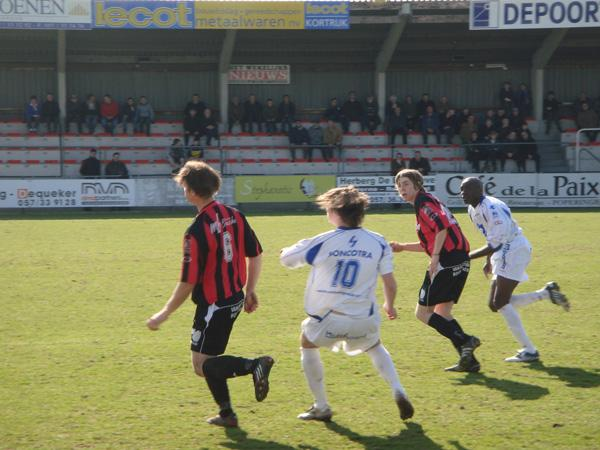
Thuiswedstrijd tegen KSC Blankenberge in maart 2009

BS Poperinge was een Belgische voetbalclub uit de stad Poperinge. De club was aangesloten bij de KBVB met stamnummer 3172 en had blauw en wit als kleuren. De club speelde enkele jaren in de nationale reeksen, maar treedt sinds 2013 en een nauwe samenwerking met KVK Ieper in VK Westhoek enkel nog met jeugdploegen aan.
De ploeg speelde in hetzelfde sportcomplex als de oudere stadsgenoot KFC Poperinge.

## Geschiedenis
In 1940, bij het begin van de Tweede Wereldoorlog waren in Poperinge enkele wijkploegen opgericht die onderling tegen elkaar speelden. Blue Star Poperinge sloot in september 1941 aan bij de Belgische Voetbalbond en kon zo in competitieverband gaan spelen. Het logo werd een blauwe ster op een witte achtergrond. Blue Star speelde zijn eerste seizoen in een reeks "Beginnende Clubs van het Westland". Blue Star werd er meteen kampioen, na alle 18 wedstrijden te winnen. De ploeg scoorde 124 keer en kreeg maar 3 doelpunten tegen. De volgende jaren verhuisde de ploeg nog enkele malen van terrein. Blue Star bleef de volgende jaren wel in de laagste provinciale reeksen spelen. Slechts in 1963 en 1974 lukte het even voor de club om even te promoveren uit de laagste provinciale reeksen.
Sinds 1974 speelde men op wat toen de Don Boscosportzone was. In de jaren 80 zocht de grootste club uit de stad, KFC Poperinge, toen in Eerste Provinciale, naar nieuwe accommodaties. Een nieuw complex werd uitgebouwd op de Don Boscosportzone. In de jaren 80 kreeg KBS Poperinge ook een tweede jeugdploeg. Bij het 50-jarig bestaan van de club in 1990 kreeg de club het predicaat koninklijk, en heette voortaan KBS Poperinge.
Eind jaren 90, begin 21ste eeuw, kende de club sportief een opmars. In 1997/98 kon men promotie afdwingen naar Derde Provinciale. Na een jaar kon men zelfs doorstoten naar Tweede Provinciale. In het eerste seizoen haalde men een zevende plaats. Het volgende seizoen slaagde men er in een plaats in de eindronde af te dwingen. In de finale miste men daar promotie na verlies tegen Sassport Boezinge. In 2003 lukte het uiteindelijk toch, en Blue Star promoveerde voor het eerst in zijn bestaan naar de hoogste provinciale reeks. In die periode zakte stadsgenoot KFC Poperinge zelfs naar Tweede Provinciale, zodat het jongere Blue Star op dat moment de hoogste genoteerde club uit de stad werd.
In 2009 pakte Blue Star onder leiding van trainer Jerko Tipurić de titel in Eerste Provinciale. Voor het eerst in zijn bestaan stootte Blue Star zo door naar de nationale reeksen, bijna vier decennia nadat KFC Poperinge daar al eens in was geslaagd. KBS Poperinge kon zich in dat daaropvolgende seizoen net verzekeren van het behoud en voor het eerst kon een Poperingse voetbalclub langer dan een seizoen in nationale reeksen vertoeven.
In 2013 besliste men te gaan samenwerken met streekgenoot KVK Ieper. KVK Ieper was een oude club uit het naburige Ieper, aangesloten bij de KBVB met stamnummer 100 en op dat moment eveneens actief in Vierde Klasse. De eerste elftallen van beide clubs zouden vanaf 2013/14 samensmelten, en onder de nieuwe naam VK Westhoek en stamnummer 100 verder spelen in Ieper. Als club bleef KBS Poperinge wel nog autonoom om onder de nieuwe naam BS Westhoek-Poperinge en stamnummer 3172 met eigen bestuur verder te spelen in Poperinge met een eigen jeugdwerking. In 2014 werd de naam afgekort tot BS Westhoek. Ook werd er sedert 2014 gespeeld met een vrouwenploeg, genaamd de 'Livinas'. Ook is er opnieuw sprake om met een eerste ploeg terug te keren naar 4e Provinciale. In 2015 is de jeugdwerking van BS Westhoek er volledig mee gestopt, dit mede omdat de jeugdwerking los van de fusie stond.

In 2023 werd ook de damesploeg overgenomen door FC Poperinge en komt in het seizoen 2023/24 uit in 3e Provinciale.
BS Westhoek heeft geen enkele ploeg meer in competitie.

## Resultaten
| Seizoen   | Klasse | Klasse | Klasse | Klasse | Punten | Trainer         | Voorzitter    | Clubtopschutter    | Opmerkingen | Beker van België |
|           | III    | IV     | P.I    | P.II   |        |                 |               |                    | |                  |
| --------- | ------ | ------ | ------ | ------ | ------ | --------------- | ------------- | ------------------ | --- | ---------------- |
| 2008/2009 |        |        | 1      |        | 59     | Jerko Tipuric   | Willy Lamaire | ?                  | Voor het eerst in de geschiedenis gaat Blue Star naar een nationale afdeling | 1R               |
| 2009/2010 |        | 12     |        |        | 27     | Jerko Tipuric   | Willy Lamaire |                    | Blue Star kan zich op de laatste speeldag behouden van het behoud (0-0 Tegen Winkel Sport) en is de eerste Poperingse club die minstens 2 jaar in de nationale regionen speelt. | 2R               |
| 2010/2011 |        | 7      |        |        | 41     | Jerko Tipuric   | Willy Lamaire |                    | | 3R               |
| 2011/2012 |        | 11     |        |        | 37     | Johnny Nierynck | Willy Lamaire | Nils Sarrazyn (23) | Stefaan Tanghe eindigt zijn voetbalcarrière op 40-jarige leeftijd. In zijn laatste match redde ook KBS Poperinge zich na een 2-0 zege tegen SW Harelbeke.                       | 3R               |
| 2012/2013 |        | 8      |        |        | 38     | Johnny Nierynck | Willy Lamaire | Nils Sarrazyn (12) | KBS is voor het eerst periodekampioen in een nationale afdeling | 3R               |

## Beker van België

### 2008-2009
| 1 | 27.07.2008 | 16:00 | SC Wielsbeke (III) | - | KBS Poperinge (P.I) | 2 - 2 (pen 4 - 1) |

### 2009-2010
| 1 | 26.07.2009 | 16:00 | KBS Poperinge (IV) | - | VG Oostende (P.I) | 3 - 2 |
| 2 | 02.08.2009 | 16:00 | KBS Poperinge (IV) | - | KVK Ieper (III)   | 1 - 2 |

### 2010-2011
| 1 | 25.07.2011 | 16:00 | ASS Montkainoise (P II) | - | KBS Poperinge (IV)       | 3 - 4 |
| 2 | 01.08.2010 | 16:00 | KBS Poperinge (IV)      | - | Excelsior Zedelgem (P.I) | 5 - 0 |
| 3 | 07.08.2011 | 19:30 | KBS Poperinge (IV)      | - | URS du Centre (III)      | 1 - 4 |

### 2011-2012
| 1 | 31.07.2011 | 16:00 | HO Oostveld Oedelem (P III) | - | KBS Poperinge (IV)            | 1 - 4 |
| 2 | 07.08.2011 | 16:00 | KBS Poperinge (IV)          | - | KSV De Ruiter Roeselare (P.I) | 3 - 0 |
| 3 | 31.07.2011 | 16:00 | R. Géants Athois (III)      | - | KBS Poperinge (IV)            | 2 - 1 |

### 2012-2013
| 1 | 29.07.2012 | 16:00 | KBS Poperinge (IV)              | - | Sassport Boezinge (P.I) | 1 - 0 |
| 2 | 05.08.2012 | 16:00 | KSC Menen (IV)                  | - | KBS Poperinge (IV)      | 2 - 3 |
| 3 | 12.08.2012 | 16:00 | Patro Eisden Maasmechelen (III) | - | KBS Poperinge (IV)      | 3 - 2 |

## Bekende (ex-)spelers
| Naam              | Land                  | Positie      | periode     |
| ----------------- | --------------------- | ------------ | ----------- |
| Jérémy Dumesnil   | Frankrijk             | Doelman      | 2010        |
| Grégory Houzé     | Frankrijk             | Verdediger   | 2010 - 2012 |
| Milenko Milošević | Bosnië en Herzegovina | Middenvelder | 2008-2009   |
| Pascal Renier     | België                |              | 2006        |
| Stefaan Tanghe    | België                | Middenvelder | 2010-2012   |
| Joeri Pardo       | België                | Middenvelder | 2012 - 2013 |
| Giuseppe Riolo    | België/ Italië        | Aanvaller    | 2012 - 2013 |
| Koen Versyp       | België                | Aanvaller    | 2010 - 2012 |

## Bekende (ex-)trainers
| Naam             | Land   | Periode   |
| ---------------- | ------ | --------- |
| Lorenzo Staelens | België | 2004-2006 |
| Jerko Tipurić    | België | 2006-2011 |
| Johnny Nierynck  | België | 2011-2013 |